# Ziua Pompierilor din România

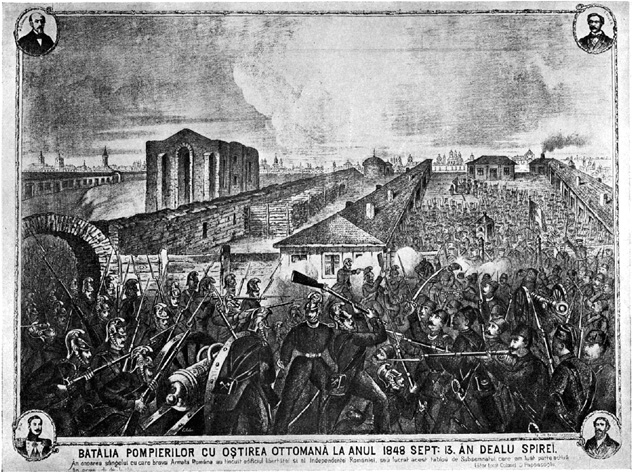
Gravură de epocă reprezentând Bătălia Pompierilor din Dealul Spirei

Ziua Pompierilor din România este o sărbătoare anuală care comemorează în fiecare zi de 13 septembrie Bătălia din Dealul Spirii, care a avut loc în 1848 la București între compania de pompieri condusă de Căpitanul Pavel Zăgănescu și un corp de armată al Imperiului Otoman.
Această zi a fost desemnată ca Zi a pompierilor din România, în cinstea eroismului de care a dat dovadă subunitatea de pompieri în acea luptă din timpul Revoluției Române din 1848. Legal, oficializarea ei s-a produs începând cu anul 1953, iar după revoluție acest lucru a fost legiferat.

## Activități

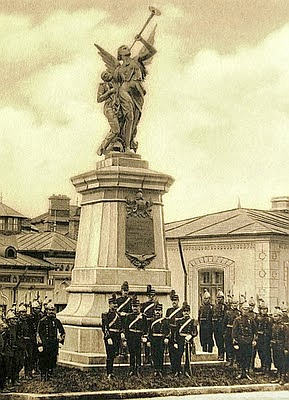
Monumentul Eroilor Pompieri din București

Comemorarea eroilor pompieri prin depunerea de coroane de flori la monumentul existent în București la care a participat ministrului afacerilor interne, Lucian Bode, secretarului de stat Raed Arafat, din conducerea I.G.S.U. inspectorul general Dan Iamandi și a I.S.U. București – Ilfov, precum și a unui numeros public. La acest eveniment a mai fost invitat să participe o serie de reprezentanți de la diverse instituții și asociații profesionale printre care și Asociația Națională a Cadrelor Militare în Rezervă și în Retragere din M.A.I. care a fost reprezentată de general de brigadă(r) Ioan Crăciun, iar Asociația Veteranilor de Război din M.A.I. de președintele acesteia, general-maior (r) Stelian Dinu.
Cu ocazia Zilei Pompierilor din România 13 septembrie, autoritățile administrației publice centrale și locale, agenții economici și instituțiile pot acorda sprijin material și financiar în organizarea și desfășurarea concursurilor profesionale, a ceremoniilor și a altor acțiuni specifice ocazionate de aceste evenimente. Inspectoratele, formațiile de cadeți, cercurile aplicative de protecție civilă, precum și cercurile "Prietenii pompierilor" participă, cu echipe reprezentative, la concursuri profesionale și sportive internaționale.